# Alcyonium spitzbergense
Alcyonium spitzbergense är en korallart som beskrevs av Verseveldt och van Ofwegen 1992. Alcyonium spitzbergense ingår i släktet Alcyonium och familjen läderkoraller.
Artens utbredningsområde är Norra Ishavet. Inga underarter finns listade i Catalogue of Life.